# Клод (персонаж игр)
Клод (англ. Claude) — персонаж из серии игр Grand Theft Auto; протагонист Grand Theft Auto III и третьестепенный персонаж в Grand Theft Auto: San Andreas.

## Вымышленная биография
О жизни Клода ничего не известно вплоть до 1992 года, до тех пор, пока он не стал главным претендентом на победу в незаконных гонках. Однако Rockstar Games предполагают: «Он определённо бродяга, вероятнее всего, из западного побережья, является новичком в Либерти-Сити».
Клод в 1992 году начал встречаться с Каталиной, которая недавно рассталась с Карлом, ещё до того, как Клод проиграл Карлу в гонках. После поражения, он отдаёт свой гараж Карлу и уезжает с Каталиной из Сан-Андреаса. Они вместе едут в Либерти-Сити, где на протяжении 9 лет занимаются грабежом. В 2001 году их похождения заканчиваются предательством Каталины.
В начале игры Клод и Каталина грабят банк Либерти-Сити. Каталина вовлекла в это преступление своего нового любовника, а с Клодом дерзко рассталась, выстрелив в него и оставив умирать. Клод был арестован полицией Либерти-Сити, после чего он был признан виновным по всем пунктам обвинения и приговорён к десяти годам тюремного заключения. В то время, когда их переводили в Портленд-Вью, Клод избегает тюрьмы после того, как на конвой нападает Колумбийский Картель с целью освободить Восточного Джентльмена. Клод и Лысый направились в явочную квартиру в Районе Красных Фонарей, после чего поехали в Luigi’s Sex Club 7. Луиджи Готерелли, владелец клуба, даёт Клоду первую работу в городе: он велит забрать Мисти из больницы и привезти её в клуб.
Клод, успешно выполнив поручение Готерелли, продолжает работать на него: он убивает наркодилера и после этого Готерелли приказывает отвезти Мисти в гараж к Джоуи Леоне. Затем Клод работает на Джоуи, убив Майка Форелли и Ли Чонга. Познакомившись с Тони Сиприани, помогает ему в борьбе против Триад. Клод, впечатлив семью Леоне, привлекает к себе внимание Дона Сальваторе Леоне. Сальваторе, «видящий ничего, кроме хорошего» в Клоде, заставляет его найти и убить Кудрявого Боба (который продавал секреты семьи Леоне Колумбийскому Картелю, во главе которого была Каталина), а затем уничтожить грузовое судно, используемое в качестве завода по производству наркотика СПАНК. Кроме того, в течение этого времени, Клод работает на Эль Бурро, лидера Дьяблос, выполняя его различные поручения, и на Марти Чонкса, помогая ему выбраться из его различных проблем.
После уничтожения судна, Сальваторе становится параноиком и пытается убить Клода (потому что Мария Латоре, жена Дона, вывела его из себя, сказав, что между ней и Клодом романтика), заминировав машину. Однако Мария предупреждает Клода и просит его приехать на небольшой пирс, где он встречает Асуку Касен, одну из лидеров Якудзы, после чего они вместе едут на катере в остров Стаунтон. Асука, чтобы убедиться в верности Клода, просит его убить Сальваторе Леоне, а затем и ещё нескольких её конкурентов. Позже она знакомит Клода со своим братом Кенджи и Рэем Мачовски, коррумпированным полицейским, работающим на Якудзу. Клод решает проблемы Кенджи, в числе которых освобождение Канбу (члена банды японцев) из тюрьмы и проблемы с долгами, и помогает Мачовски в его попытках остаться незамеченным в коррупции, до того момента пока Рэй не улетает.
Клод продолжает обживаться в Либерти-Сити, и на этот раз он выполняет работу на Короля Кортни, выполняя миссии по уничтожению Дьяблос, чуть позже Кортни пытается убить его по приказу Каталины, направив на место ловушки несколько фургонов с людьми-камикадзе. Также Клод находит нового работодателя в лице бизнесмена Дональда Лава, который просит убить Кенджи Касена, сев в машину Колумбийского Картеля, чтобы спровоцировать войну и понизить цену на недвижимость. Асука, не подозревая о причастности Клода к смерти её брата, атакует строительную площадку, контролируемая Картелем, и начинает пытать Мигеля, одного из лидеров Картеля, который рассказал ей её тайны. Узнав тайны, Асука отправляет Клода выполнять миссии, наносящие урон Колумбийскому картелю. В ходе этих миссий Клод полностью останавливает продажу наркотика СПАНК. Далее Клод подрабатывает на Ди-Айса, лидера «Красный Джокер», который просит его уничтожить противоборствующую банду «Пурпурных Девяток», торгующая СПАНКом(в то время Ди-Айс выступал против наркотиков). Когда Клод возвращается на стройку, он видит, что Асука и Мигель мертвы, а Мария пропала. Он также находит записку от Каталины, где говорилось, что Мария в руках колумбийцев. Если Клод хочет спасти её, то необходимо приехать в Сидар-Гроув (где находится основная база Картеля) и привезти в качестве выкупа 500 тысяч долларов.
Клод отправляется в особняк Картеля, где его лишили огнестрельного оружия и привезённых 500 тысяч долларов, уходит из засады, уничтожает вертолёт, где находятся Каталина и пилот, таким образом убив её, и спасает Марию. Дальнейшая судьба Клода и Марии неизвестна, но некоторые игроки думают что Мария мертва, так как в конце игры слышен выстрел, однако компания Rockstar Games в ответах на вопросы про GTA III в 2011 году заявили, что кто-то из разработчиков решил сделать так, чтобы Клод просто выстрелил в воздух для того, чтобы заткнуть болтающую без остановки девушку.
Игрок может выбрать Клода, как родителя в Grand Theft Auto Online. Такая функция доступна только владельцам Коллекционного издания или при переносе персонажа.

## Личность
Клод — совершенно спокойный и серьёзный человек, лишённый каких-либо эмоций, независимо от ситуации. При условии, что боссы будут платить за его услуги, он будет принимать их заказы без каких-либо сожалений, вопросов и жалоб, обычно он кивает и показывает, что понимает их (например, в кат-сценах к миссиям Кенджи Касена), и даже не реагирует на то, что его оскорбляют или повышают на него голос. Учитывая эти факты, а также навыки владения различными видами оружия и умением управлять любым транспортным средством, то можно сделать вывод, что Клод служил в армии. Также он несколько знаком с японской культурой, но навыками восточных единоборств не владеет.
Предположение о том, что Клод служил в армии, обусловлено не только его навыками, но и временем, которое прошло между событиями в GTA: San Andreas и GTA III. За 9 лет он вполне мог расстаться с Каталиной (что не удивительно), попутешествовать по миру, побывать в Японии, послужить в армии, даже побывать на войне (это учитывая отзыв Кэссиди о Клоде). В результате чего незадолго до событий игры GTA 3, вновь вернуться в криминальную среду вместе с Каталиной, которая в свою очередь попытается убить Клода в отместку за обиду.
Клод молчалив, но немотой не страдает, судя по всему, он просто не хочет говорить. Он иногда произносит тихие звуки когда его сбивает машина, когда он начинает тонуть, получает выстрелы, или когда падает. В отличие от других протагонистов, он не дразнит или не кричит на своих врагов, однако его раздражают торопливые водители и полицейские. Если Клод будет стоять на тротуаре у светофора и ждать зелёного цвета, а в этот момент мимо него пройдёт полицейский, то Клод может показать ему средний палец.
Самой главной задачей Клода до самого конца оставалось отомстить предательнице Каталине.

## Критика
- Журнал Grave Online разместил Клода на 9 место в списке «10 самых запоминающихся персонажей GTA», добавив, что он является «лицом видеоигры, что бесспорно изменила форму отрасли навсегда»[2].
- Мэтью Купер из журнала Sabotage Times перечислил Клода (ошибочно отождествив его с главным героем Grand Theft Auto 2 Клодом Спидом) в его «Топ-10 величайших персонажей в истории Grand Theft Auto», заявив, что «никто не делает [молчаливых героев] лучше, чем Rockstar North»[3].
- Клод занял 8 место в списке лучших немых протагонистов по версии издания UGO.com, в котором было заявлено, что Клод «принимает сильный, молчаливый тип подхода к совершенно новому уровню»[4].
- Джесс Шиден из IGN включил персонажа в свой «список любимых плохишей из Grand Theft Auto». Журналист добавил, что «часто приводится аргумент, что молчаливые персонажи легче для идентифицирования игроком. Это, конечно, верно в случае с Клодом»[5].